# Valged ööd
«Valged ööd» (рус. «Белые ночи») — сингл Getter Jaani на эстонском языке, записанный в дуэте с Koit Toome. Сингл выпущен в релиз 23 мая 2011. "Valged ööd" Койт Тооме также планирует использовать  как одну из песен своего нового студийного альбома. Выпущен как один из летних синглов дуэта.

## Продолжительность
1. «Valged ööd» — 3:50 (в дуэте с Койт Тооме)

## Список композиций
| №  | Название     | Длительность |
| -- | ------------ | ------------ |
| 1. | «Valged ööd» | 3:50         |

## Позиция в чартах
| Чарт (2011)     | Наивысшая позиция |
| --------------- | ----------------- |
| Sky Plus Top 40 | 2                 |
| Elmari Top 10   | 1                 |
| Eesti Top 40    | 1                 |
| Uuno Chart      | 1                 |